# 克什米爾山羊

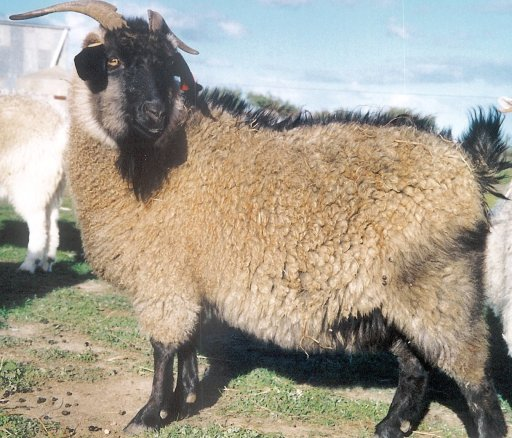
一只澳大利亚克什米爾山羊

克什米爾山羊是一种能產生羊绒的山羊，这种山羊的绒毛質地柔软。1994年，中国估计有1.23亿只克什米爾山羊，是最大的羊绒生产国。